# Миролюбове
Миролю́бове (до 2024 року — Грейгове) — селище в Україні, у Воскресенській селищній громаді Миколаївського району Миколаївської області. Населення — 1422 особи. До 2020 року орган місцевого самоврядування — Грейгівська сільська рада.

## Історія
Селище засноване 1934 року, під первинною назвою Грейгове, на честь російського адмірала Олексія Грейга. 
12 червня 2020 року, відповідно розпорядженню Кабінету Міністрів України, Грейгівська сільська рада об'єднана з Воскресенською селищною громадою Вітовського району.
17 липня 2020 року, в результаті адміністративно-територіальної реформи та ліквідації Вітовського району, селище увійшло до складу новоутвореного Миколаївського району.
19 вересня 2024 року Верховна Рада України ухвалила рішення 
про перейменування селища Грейгове на Миролюбове. 26 вересня 2024 року перейменування набуло чинності.

## Населення
За переписом УРСР 1989 року чисельність наявного населення селища становила 1361 особа, з яких 608 чоловіків та 753 жінки.
За переписом населення України 2001 року в селищі мешкало 1417 осіб.

## Мова
Розподіл населення за рідною мовою за даними перепису 2001 року:
| Мова       | Відсоток |
| ---------- | -------- |
| українська | 86,36 %  |
| російська  | 10,83 %  |
| вірменська | 0,63 %   |
| білоруська | 0,49 %   |
| молдовська | 0,28 %   |
| інші       | 1,41 %   |